# Fluoride
Fluoride /ˈflʊəraɪd/, /ˈflɔːraɪd/ là một anion hóa vô cơ, đơn phân tử của fluor với công thức hóa học F−. Fluoride là anion đơn giản nhất của fluor. Muối và khoáng chất của nó là các hợp chất phản ứng hóa học và hóa chất công nghiệp quan trọng, chủ yếu được sử dụng trong sản xuất hydro fluoride cho các chất fluorocarbon. Về độ âm điện và kích cỡ, ion fluoride tương tự như ion hydroxide. Các ion fluoride có mặt trên Trái Đất trong một số khoáng chất, đặc biệt là fluorit, nhưng chỉ có với số lượng vi lượng trong nước. Fluoride có một vị đắng đặc biệt. Nó không tạo thành màu cho muối fluoride.

## Xuất hiện trong tự nhiên

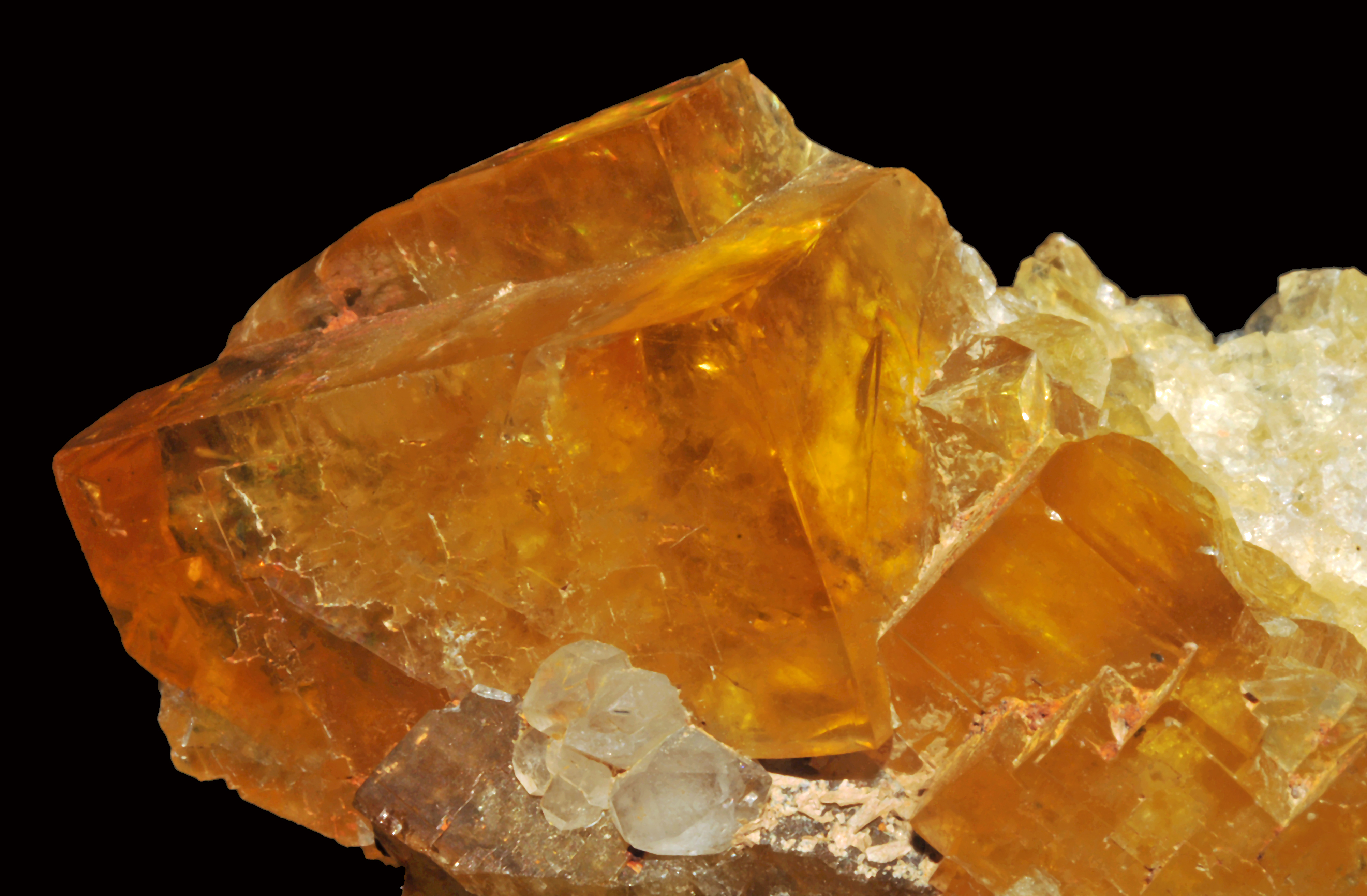
Tinh thể khoáng vật fluorit

Nhiều khoáng chất fluoride đã được biết, nhưng khoáng vật có tầm quan trọng thương mại tối thượng là fluorit (CaF2), chứa gần 49% lượng fluoride theo khối lượng. Khoáng chất mềm, đầy màu sắc này được tìm thấy trên toàn thế giới.
Nồng độ fluoride nước biển thường ở khoảng từ 0,86 đến 1,4 mg / L và trung bình 1.1 mg/L (milligram trên lit hoặc ppm). Để so sánh, nồng độ chloride trong nước biển là khoảng 19 g/L (19000 ppm). Nồng độ thấp của fluoride phản ánh sự không hòa tan của fluoride của các kim loại kiềm thổ, chẳng hạn như CaF2.
Fluoride có trong tự nhiên với nồng độ thấp khi uống nước và thực phẩm được lấy nước từ bề mặt (nước mưa / nước)... các nguồn cung cấp nước nói chung chứa đựng tỷ lệ fluoride giữa 0.01–0.3 ppm. Nước dưới đất (nước giếng) có tỷ lệ muối fluoride dao động nhiều hơn, phụ thuộc vào cấu thành đất; ví dụ dưới 0.05 ppm ở một số vùng của Canada tới 2800 mg/lit, mặc dù ít khi nó vượt quá 10 mg/lit
- Ở một số nơi, nước uống chứa hàm lượng fluor cao đến mức nguy hiểm, dẫn đến các vấn đề nghiêm trọng về sức khoẻ.
- 50 triệu người nhận nước từ các nguồn cung cấp nước có mức "gần tối ưu".[7]
- Ở các vị trí khác, mức độ fluoride rất thấp, đôi khi dẫn đến việc fluoride hóa nguồn cung cấp nước công cộng để nâng cấp nồng độ lên 0.7-1.2 ppm.

Một số thực vật tập trung fluoride từ môi trường của chúng nhiều hơn những cây khác. Tất cả các lá trà đều chứa fluoride; tuy nhiên, các lá trưởng thành có chứa nhiều đến 10 đến 20 lần mức fluoride của lá non từ cùng một cây.